# Heinrich Siegmund von Vippach und Mark-Vippach
Heinrich Siegmund von Vippach und Mark-Vippach (* 17. März 1712 in Tschanswitz bei Brieg; † 14. Mai 1755 in Polnisch Wartenberg) war ein preußischer Oberst und Chef des Husarenregiments Nr. 4.

## Leben

### Herkunft
Seine Eltern waren Julius Friedrich von Vippach († 12. Mai 1733), Erbherr von Tschanswitz, und dessen Ehefrau Erdmuthe Sophie, geborene von Sebottendorff aus dem Hause Rottwerndorf (* 1680; † 16. Mai 1737).

### Militärlaufbahn
Da seine Eltern im Fürstentum Brieg lebten, kam er zunächst in sachsen-gothaische Dienste. 1740 wechselte er in preußische Dienste und wurde am 9. Mai 1741 als Kapitän und Eskadronchef im Dragonerregiment Nr. 4 angestellt. Am 5. August 1743 wurde er als Major zum Husarenregiment „von Ziethen“ versetzt, wo er sowohl im Ersten als auch im Zweiten Schlesischen Krieg kämpfte. Dabei fiel er auch Friedrich II. auf, der ihn am 5. April 1746 zum Oberstleutnant beförderte, und ihm bei einer Revue im September 1746 einen prächtigen türkischen Säbel überreichte.
Im November 1748 wurde er Kommandeur des Husarenregiments „Ruesch“, am 21. Januar 1751  Oberst und im Februar 1751 Chef des Husarenregiments „Natzmer“. Er starb bereits am 14. Mai 1755, nach Hagen (S. 440) am 12. September, in Polnisch Wartenberg.

### Familie
Er war mit Gräfin Helene Charlotte von Salisch verheiratet. Die Ehe blieb ohne Kinder. König Friedrich der Große hatte ihn vor dieser Eheschließung mit Schreiben vom 22. Juli 1747 gewarnt:

„Ich gebe Euch auf Euer Schreiben vom 17. dieses in Antwort, daß wenn Ihr die vorhabende Mariage thut, so sehe Ich Euer Unglück klar voraus. Denn Eure Liebste hat nichts und Ihr wenig; also wenn Ihr sie geheirathet haben werdet, so wird es Euch an dem Venöthigten zur Standesmäßigen subsistence fehlen, worauf der beständige chagrin nebst anderen suiten mehr nothwendig folgen müssen, welches Ich Euch nochmals wohlmeinend zu Gemüthe führen wollen. (gez. Friedrich).“